# Recauchutagem

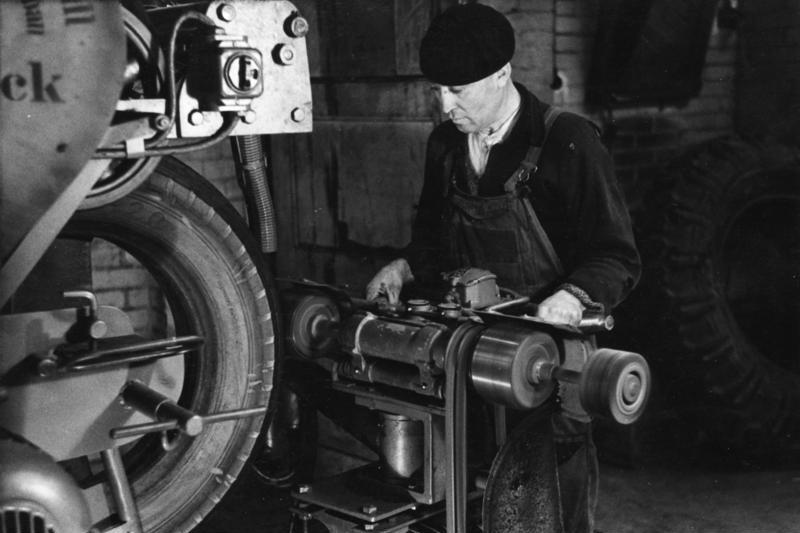
"Berlim, oficina de vulcanização Illus-Erich O.Krüger Berlim 1946; Numa oficina de vulcanização: Pneus danificados também foram reparados no passado. Usando máquinas especiais, a banda de rodagem antiga é removida, a carcaça é então revestida com uma solução de borracha e coberta com a chamada borracha de amortecimento. Depois que a banda de rodagem bruta é aplicada, ocorre a vulcanização."

A Recauchutagem ou reconstrução de pneus consiste em aproveitar a estrutura resistente do pneu gasto (liso), desde que esta esteja em boas condições de conservação, e incorporar-lhe nova borracha de piso, por forma a que este ganhe outra vida.
Em média esta operação é efetuada uma vez para pneus de veículos ligeiros, duas a três vezes em pneus pesados ou industriais, e cerca de dez vezes em pneus de avião.
Com esta operação, o pneu mantém basicamente as mesmas características técnicas e de comportamento do pneu original, a custos muito inferiores. Relativamente ao pneu novo, poupa-se cerca de 75%, tanto a nível de matéria-prima como a nível energético, o que se traduz simultaneamente numa poupança econômica e ambiental.
Para que sua utilização seja segura, duas condições tornam-se imprescindíveis: que o produto cumpra as especificações do fabricante; e que o seu processo de confecção tenha um bom padrão de qualidade.
Os resíduos de pneus representam um problema global com potencial crescimento e efeito cumulativo, devido ao aumento da manufactura e durabilidade dos produtos. Os mercados para os produtos advindos da reciclagem de pneus existem, mas requerem desenvolvimento.

## Protetor
O protetor é a parte do pneu que entra em contato com a superfície da estrada. A parte que está em contato com a estrada em um dado momento é o ponto de contato. O protetor é feito de borracha grossa ou de um composto de borracha projetado para fornecer o nível adequado de aderência sem se desgastar muito rapidamente.
O desenho do protetor é caracterizado por um sistema de sulcos circunferenciais, lamelas laterais e ranhuras para pneus de estrada ou por um sistema de ressaltos e cavidades para pneus destinados a terrenos macios ou neve. Os sulcos percorrem a circunferência do pneu e são necessários para escoar a água. Os ressaltos são a parte do desenho do protetor que entra em contato com a superfície da estrada. Os sulcos, lamelas e ranhuras permitem que os pneus escoem a água.
As barras de desgaste (ou indicadores de desgaste) são elementos salientes situados na parte inferior dos sulcos do protetor, que indicam que o pneu atingiu o limite de desgaste. Quando os ressaltos do protetor estão desgastados a ponto de as barras de desgaste se conectarem através dos ressaltos, os pneus estão completamente desgastados e devem ser retirados de uso, geralmente com uma profundidade restante de 1,6 milímetros (0,063 polegadas). O desgaste dos pneus leva à perda de aderência. Quanto mais desgastados estão os seus pneus (sulcos ficam mais rasos), mais longo será o seu percurso de travagem, especialmente em estradas molhadas, e maior será o risco de aquaplanagem.
A construção dos protetores e a interação de determinados tipos de pneus com a superfície da estrada influenciam o ruído da estrada, uma fonte de poluição sonora proveniente de veículos em movimento. A intensidade desses sons aumenta com velocidades mais altas do veículo. As lamelas são ranhuras cortadas na lateral do pneu, geralmente perpendiculares aos sulcos, que permitem que a água dos sulcos saia para os lados e mitigue a aquaplanagem.
Diferentes desenhos de protetores atendem a diferentes condições de condução. À medida que a proporção da área do protetor em relação à área dos sulcos aumenta, também aumenta a fricção do pneu no asfalto seco, como visto nos pneus de Fórmula 1, alguns dos quais não têm sulcos. Pneus de alto desempenho frequentemente têm áreas vazadas menores para proporcionar maior contato da borracha com a estrada para melhor aderência, mas podem ser compostos de borracha mais macia, que fornece melhor aderência, mas desgasta-se rapidamente. Pneus para lama e neve utilizam ranhuras maiores e mais profundas para aderência em lama e neve. Pneus de inverno têm ranhuras ainda maiores e mais profundas, que compactam a neve e criam força de cisalhamento dentro da neve compactada para melhorar a frenagem e as curvas.